# BBC One
BBC One (przez wiele lat jedynkę w nazwie zapisywano jako cyfrę) – kanał telewizyjny pełniący w Wielkiej Brytanii funkcję pierwszego programu telewizji publicznej. Jest to najdłużej nadający ze wszystkich istniejących na świecie kanałów telewizyjnych - pierwsze, testowe przekazy rozpoczęto w 1929, a stałe nadawanie ma miejsce od 1936. Jak większość publicznych "Jedynek", BBC One stawia na bardzo zróżnicowany program, z mocno wyeksponowaną rolą informacji i sportu, ale także rozrywki. Według danych za maj 2006, średnia oglądalność stacji wynosiła 23%, co dawało jej pierwsze miejsce na brytyjskim rynku.

## Dostępność
W Wielkiej Brytanii kanał dostępny jest w cyfrowym przekazie naziemnym, w sieciach kablowych i na platformach cyfrowych. Jego programy można również oglądać w trybie video on demand na platformie BBC iPlayer. Jest to usługa bezpłatna, ale ograniczona tylko do użytkowników posługujących się brytyjskimi adresami IP. Kanał dostępny jest w niekodowanym przekazie z satelity Astra 2E, gdzie można znaleźć, na osobnych pozycjach, wszystkie jego wersje regionalne; pokrycie sygnałem jest ograniczone do terytorium Wysp Brytyjskich, przez co odbiór na innych terenach jest utrudniony. 

## Mutacje regionalne
Sygnał BBC One jest rozszczepiany wielokrotnie w ciągu każdego dnia, w efekcie czego kanał posiada kilkanaście mutacji. Można je podzielić na dwie główne grupy: tzw. narodowe (dla Szkocji, Walii i Irlandii Północnej) oraz regionalne dla poszczególnych części Anglii. W przypadku mutacji regionalnych rozszczepienie ma miejsce tylko w czasie przeznaczonym w ramówce na regionalne serwisy informacyjne i pogodowe. Mutacje narodowe (np. BBC One Wales) różnią się od zasadniczej ramówki w większym stopniu, ponieważ zawierają one również miejscowe programy sportowe, polityczne, społeczne, a nawet (zwłaszcza w szkockiej wersji) seriale. Ponadto każda z mutacji posiada własny zespół tzw. continuity announcers, czyli lektorów zapowiadających kolejne programy w czasie napisów końcowych oraz w przerwach między audycjami. Dzięki temu widzowie w każdej z czterech części składowych Wielkiej Brytanii słyszą lektorów mówiących z miejscowym akcentem. 

### Lista mutacji
| nazwa oddziału BBC             | siedziba                   | tytuł regionalnych wiadomości |
| ------------------------------ | -------------------------- | ----------------------------- |
| BBC Scotland                   | Glasgow                    | Reporting Scotland            |
| BBC Cymru Wales                | Cardiff                    | Wales Today                   |
| BBC Northern Ireland           | Belfast                    | Newsline                      |
| BBC North East and Cumbria     | Newcastle upon Tyne        | Look North                    |
| BBC North West                 | Salford                    | North West Tonight            |
| BBC Yorkshire                  | Leeds                      | Look North                    |
| BBC Yorkshire and Lincolnshire | Kingston upon Hull         | Look North                    |
| BBC East Midlands              | Nottingham                 | East Midlands Today           |
| BBC West Midlands              | Birmingham                 | Midlands Today                |
| BBC East                       | Norwich                    | Look East                     |
| BBC South                      | Southampton                | South Today                   |
| BBC London                     | Broadcasting House, Londyn | BBC London News               |
| BBC West                       | Bristol                    | Points West                   |
| BBC South East                 | Royal Tunbridge Wells      | South East Today              |
| BBC South West                 | Plymouth                   | Spotlight                     |

## Nazwy
BBC One czterokrotnie zmieniał swoją nazwę - od 1936 do 7 października 1960 kanał nosił nazwę BBC Television Service; od 8 października 1960 do 19 kwietnia 1964 pod nazwą BBC TV; od 20 kwietnia 1964 do 3 października 1997 pod nazwą BBC1; od 4 października 1997 pod obecną nazwą.